# Жезказган
Жезказга́н (каз. Жезқазған / Jezqazğan) — город в центральной части Республики Казахстан с населением свыше 85 тысяч человек.
До мая 1997 года был административным центром Жезказганской области. С 8 июня 2022 года — административный центр Улытауской области.

## Общая информация и географическое положение
Находится в бассейне реки Кара-Кенгир. Город имеет прямое железнодорожное сообщение с Астаной, Алматы, Карагандой, Кызылордой и автодорожное сообщение с Сатпаевом (24 км), с Аркалыком (333 км), с Кызылордой (424 км), с Карагандой (535 км).
Основан в 1939 году как рабочий посёлок Кенгир, в 1941 году переименован в Большой Джезказган. 20 декабря 1954 года указом Президиума Верховного совета Казахской ССР рабочий посёлок Большой Джезказган получил статус города.
Большой Джезказган — регион медного оруднения, крупный центр цветной металлургии Центрального Казахстана.
Официальные названия местности и города:
- 1847 — урочище Джезказган
- 1939 — рабочий посёлок Кенгир
- 1941 — рабочий посёлок Большой Джезказган
- 1954 — город Джезказган

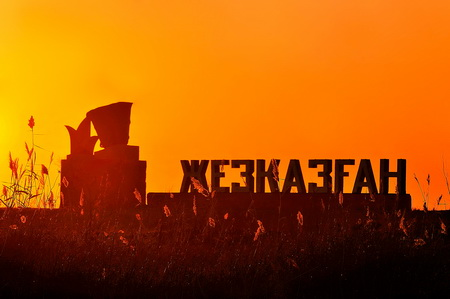

Находится в центре республики Казахстан, юго-восточнее гор Улытау, где берёт начало река Кара-Кенгир и её притоки, а также Сары-Кенгир, Жыланды и Жезды, впадающие в Сарысу, на северо-западном конце Голодной Степи (Бетпак-Дала). Расположен на условной границе пустынной и полупустынной зон. Главными водными ресурсами города являются Кенгирское водохранилище (37 км²) на реке Кара-Кенгир и Жездинское водохранилище к югу от города. Географическое положение: 47.47° северной широты и 67.42° восточной долготы.
В растительном покрове сочетаются злаково-полынные, полынные и полынно-солянковые комплексы на светлокаштановых и бурых почвах. Животный и растительный миры характерны для пустынных регионов. Флора представлена в основном полынью, ковылём и репейниками, в черте города растут карагачи, тополя, клёны, лох узколистный. Фауна региона представлена волками, лисами-корсаками, зайцами, сурками, сусликами и тушканчиками, большим разнообразием пресмыкающихся, изредка встречается сайгак, кабан.

## Климат
Климат полупустынный (резко континентальный), сухой. Территория подвержена воздействию пыльных бурь. Зима холодная, а лето жаркое и сухое. Короткая весна и долгая сухая осень.
Высокая степень континентальности и резко выраженная сухость объясняются прежде всего удалённостью от океанов и морей. Продолжительность вегетационного периода и количество солнечного тепла позволяют возделывать многие сельскохозяйственные и бахчевые культуры.
| Показатель                                                                  | Янв.  | Фев.  | Март  | Апр.  | Май  | Июнь | Июль | Авг. | Сен.  | Окт. | Нояб. | Дек.  | Год   |
| --------------------------------------------------------------------------- | ----- | ----- | ----- | ----- | ---- | ---- | ---- | ---- | ----- | ---- | ----- | ----- | ----- |
| Абсолютный максимум, °C                                                     | 5     | 9     | 27,4  | 34,2  | 37,2 | 43   | 45,1 | 42,4 | 39,9  | 30,5 | 22    | 9,8   | 45,1  |
| Средний суточный максимум, °C                                               | −8,5  | −7,1  | 0,6   | 15,7  | 23,4 | 29,9 | 31,3 | 29,8 | 23,2  | 13,7 | 2,2   | −5,7  | 12,4  |
| Средняя температура, °C                                                     | −13   | −12,3 | −4,5  | 8,6   | 16,2 | 22,6 | 24,4 | 22,5 | 15,2  | 6,3  | −2,8  | −10,2 | 6,1   |
| Средний суточный минимум, °C                                                | −17,6 | −17,3 | −9    | 2,2   | 8,7  | 14,5 | 16,8 | 14,4 | 7,1   | −0,1 | −7,1  | −14,6 | −0,2  |
| Абсолютный минимум, °C                                                      | −40   | −41,1 | −36,1 | −15,6 | −6,6 | −2,2 | 3,9  | −2,6 | −11,4 | −19  | −37,2 | −40   | −41,1 |
| Норма осадков, мм                                                           | 19    | 16    | 16    | 17    | 19   | 17   | 18   | 11   | 5     | 16   | 17    | 16    | 187   |
| Источник: Погода и Климат. pogoda.ru.net. Дата обращения: 21 сентября 2020. |       |       |       |       |      |      |      |      |       |      |       |       |       |

## История
О богатствах недр региона человек узнал давно, ещё в эпоху бронзы. Об этих месторождениях в виде проявления медных руд и их раскопках впервые упоминается в трудах Геродота. Велись широкие раскопки, добывалась руда, плавился металл и изготовлялись медные изделия. Об этом свидетельствуют археологические находки — система печей для плавки руд, слитки меди, медные и бронзовые наконечники стрел. В окрестностях Жезказгана встречаются обелиски (менгиры), каменные бабы и развалины древних построек.

### Российская империя
Джезказган впервые упоминается в «Дневных записках путешествия капитана Рычкова в киргиз-кайсацкие степи в 1771 году», изданных в Санкт-Петербурге. После опубликования записок в район нынешней Жезказганской области было организовано несколько экспедиций для подтверждения богатства района. Организатором одной из экспедиций был Григорий Семёнович Волконский, отец декабриста Сергея Волконского. Посланной им экспедицией подтверждаются предположения о больших запасах свинца и меди в районе нынешнего Центрального Казахстана.
В честь этого была выпущена памятная медаль, вычеканенная из серебристого свинца, добытого из свинцовой горы Кургасынтау (Месторождение Кургасын в 150 км к северу от Жезказгана). На лицевой стороне медали была надпись: «Европа венчает Россию славой, Азия отверзает ей свои сокровища».
Впервые медные земли были зарегистрированы как Джезказганское медное месторождение в 1847 году промышленником из Екатеринбурга Н. А. Ушаковым, но, не располагая достаточно крупным капиталом, Ушаков, а затем горнопромышленная компания Рязановых, так и не смогли на протяжении более 60 лет организовать в крупных масштабах промышленное освоение района. Это пытались сделать и акционерные компании Англии и Франции, которые в 1909 году приобрели Джезказган у наследников Рязанова, взяв в аренду на 30 лет урочище Карсакпай (1420 га) для строительства на нём медеплавильного завода.
В 1914 году был заложен фундамент обогатительной фабрики в городе Карсакпай. Грузы, необходимые для строительства медеплавильного завода, доставлялись от станции Джусалы, за 400 км, на верблюдах, а оборудование в 1914 году было направлено по рельсовому пути длиной в 13 вёрст. Путь, после того как состав вагонов проходил по нему, разбирался и укладывался заново. Первый поезд с оборудованием прибыл в Карсакпай в октябре 1917 года.

### Казахская ССР

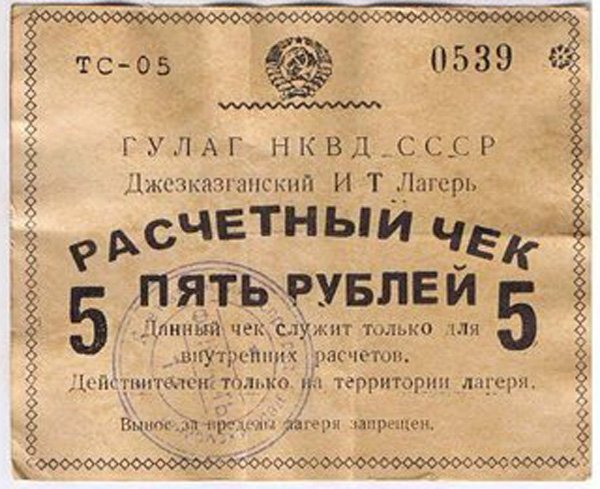
Джезказганский рубль

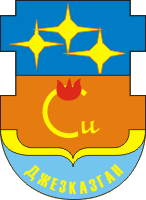
Герб Джезказгана в советский период

Рабочий посёлок был заложен в 1939 году на месте бывшего аула Кенгир у Джезказганского месторождения. В 1941 году название было изменено на Большой Джезказган. Однако днём рождения города Джезказган традиционно считается 20 декабря 1954 года, когда указом Президиума Верховного Совета Казахской ССР рабочий посёлок Большой Джезказган получил статус города. В то время он насчитывал немногим более 30 тысяч жителей, вместе с посёлком Рудник.
С тех пор город широко раздвинул свои границы и шагнул далеко в степь. Там, где совсем недавно были пустыри, проложены широкие проспекты, разбиты парки и скверы. В городе проживало 138 тысяч человек, а жилищный фонд составлял 1640 тысяч м².
Первостроители Большого Джезказгана, внёсшие значительный вклад в становленние и развитие города: Н. Е. Гаврилов, М. П. Койнов, Ф. Г. Блёсткина, М. Бушелаков, В. Д. Вакульчик, Тетевин, Воронов, Сельский, Рублёв, Барсуков.
В районе города действовало Кенгирское отделение Степлага.
Особо бурными темпами город стал развиваться с 1956 года, когда было принято решение превратить Жезказган в крупнейший центр цветной металлургии страны. По призыву партии приехали строить медный город посланцы братских республик Украины, Белоруссии, Эстонии, Латвии, Литвы и других. В 1959 году в Джезказгане был введён в эксплуатацию роддом, бессменными работниками которого долгое время были такие заслуженные медики как: Шахуали Амирович Оспанов, Серик Хамитович Тлеубаев, Р. Л. Тульчинский, М. Н. Журавлёва, Л. А. Гаврилова, Л. С. Варапаева, Л. С. Кизильштейн, Л. В. Манаенкова, Г. Т. Майш, Л. И. Клещ, П. П. Досковская.
Один из первых городов Казахской ССР, где начал работать телецентр. Сначала горожане и жители окрестных населённых пунктов смотрели местные телевизионные передачи, а с 1968 года начала действовать телевизионная станция «Орбита», которая принимала программы центрального телевидения из Москвы.
Город в степи был озеленён и соединён со всеми рабочими посёлками и их подсобными хозяйствами асфальтированными дорогами.
С 1958 года при городской газете «Джезказганский рабочий» начало работать литературное объединение «Слиток», а позднее «Курыш» на казахском языке. В обоих объединениях принимали участие более сорока начинающих поэтов и прозаиков. В своих произведениях рабочие поэты славили труд, людей, преображающих степной край.
Был открыт вечерний факультет Карагандинского политехнического института, преобразованный в 1992 году в горно-технологический институт. Позже, на базе этого института и Жезказганского педагогического института был открыт нынешний Жезказганский университет имени О. А. Байконурова. Придавалось особое значение развитию физкультуры и спорта. Действовали три стадиона. Футбольные команды «Горняк», «Металлург», «Енбек» не раз становились чемпионами республики, занимали призовые места во второй лиге команд. Развивалась рыбалка на реках Сарысу и Джезды.
В 1971 году Совет Министров Казахской ССР утвердил план развития Джезказганского промышленного района на 25-30 лет, в котором отмечалось, что район занимает первое место в стране по разведанным запасам и добыче медной руды. Планом предусматривалось дальнейшее расширение горнодобывающих предприятий; строительство шахт Анненского горного района, освоение полной мощности шахт № 57 и 65, а также уникального Акчи-Спасского месторождения, строительство третьей обогатительной фабрики, реконструкция действующих, окончание строительства медеплавильного завода с выпуском конечной продукции — медной катанки. Генеральным планом предусматривалось соединение города с Оренбургско-Ташкентской железной дорогой, с выходом к Аральскому морю, ввод в эксплуатацию нового аэропорта высокого класса с твёрдым покрытием. Намечались большие планы по жилищно-гражданскому и социальному культурно-бытовому строительству.
20 марта 1973 года город стал центром Джезказганской области, выделившейся из Карагандинской, и ставшей крупнейшей по площади областью Казахской ССР. Площадь Джезказганской области составляла 313 400 км², и включала в себя города: Джезказган, Балхаш, Никольский, Приозёрск и Каражал, районы: Актогайский, Агадырский, Жана-Аркинский, Джездинский, Улытауский, Приозёрный и Шетский. Проживало около 496000 (1991) человек (46,1 % — казахи, 45,5 % — русские). Город стал бурно развиваться за счёт создания областных организаций. Завершилось строительство Джезказганского медеплавильного завода, была построена обогатительная фабрика № 3, сооружались новые шахты-гиганты. Были построены и введены в строй: трикотажная фабрика, птицефабрика, кирпичный завод, молокозавод и мясокомбинат. Началось возведение канала Караганда — Джезказган и завода по производству мяса индюшек. На берегу Кенгирского водохранилища был построен санаторий-профилакторий.

### Казахстан
8 сентября 1992 года город Джезказган был назван на казахском языке — «Жезказган» (каз. Жезқазған; Жезказганская область — «Жезказганская область»). С 1997 года входил в состав Карагандинской области.
В 2012 году было начато строительство железнодорожной ветки Жезказган — Саксаульская — Шалкар — Бейнеу, длиной 988 км, которая стала частью транзитного коридора граница с Китаем — порт Актау — Баку — Грузия — Турция — страны Европы.
В 2015 году была введена в эксплуатацию новая железнодорожная линия Жезказган — Саксаульская длиной 517 км. Ветка строилась с июля 2012 года. В декабре 2013 года была произведена состыковка верхнего строения пути вблизи станции Косколь (Улытауский район Карагандинской области). В рамках строительства линии было сооружено 12 мостов через реки и овраги, уложено 244 водопропускные трубы, в тело земляной насыпи было отсыпано около 30 млн кубических метров грунта. В 2014 году было запланировано закончить первый пусковой комплекс, в который входило 44 новых разъезда, устройства сигнализации и блокировки, посты электрической стабилизации и энергоснабжения, административные здания и жильё. На участке Жезказган — Саксаульская расположено 7 промежуточных станций и 19 разъездов.
22 августа 2014 года президентом Казахстана Н. А. Назарбаевым было торжественно открыто движение на двух линиях Жезказган — Бейнеу и Аркалык — Шубарколь.
Был принят и утверждён генеральный план развития города до 2017 года. К 2020 году уже утратил свою актуальность.
17 февраля 2025 года на руднике «Жомарт» медеплавильного завода Жезказганского ГМК корпорации «Казахмыс» погибло 7 человек. Предварительной причиной обрушения назван выброс природного газа. В связи с трагедией, президент Казахстана Касым-Жомарт Токаев направил телеграмму соболезнования близким погибших, и, 20 числа обратил внимание на недопустимое положение дел в сфере безопасности труда, дав ряд поручений правительству.

### Руководство
Руководство городом, по году назначения:

| Первые секретари городского комитета коммунистической партии: 1. 1955 — Саратов, Алексей Савельевич 2. 1956 — Закиров, Рауф Каюмович 3. 1960 — Давыдов, Николай Григорьевич 4. 1969 — Салыков, Какимбек Салыкович 5. 1973 — Асылбеков, Ошакбай Асылбекович 6. 1985 — Сулейменов, Эле Омирбекович 7. 1990 — Копеев, Мухамбет Жуманазарулы | Председатели горисполкома Джезказгана: 1. 1955 — Баранов, Алексей Николаевич 2. 1956 — Юровский, Григорий Иванович 3. 1958 — Жанасов, Жангир Жанасович 4. 1965 — Махмутов, Габдулла Махмутович 5. 1969 — Иванченков, Леонид Николаевич 6. 1972 — Лейченков, Владимир Трофимович 7. 1976 — Чуйков, Юрий Алексеевич 8. 1981 — Лавецкий, Виктор Иванович 9. 1985 — Шатохин, Генадий Иванович 10. 1989 — Рыбалкин, Юрий Дмитриевич 11. 1990 — Каленов, Талдыбай Каленович | Акимы города: 1. 1992 — Каленов, Талдыбай Каленович 2. 1992 — Есенов, Усеин Байсынович 3. 1995 — Ибадилдин, Жумамади Ибадилдинович 4. 2005 — Бейсенов, Арман Кыдырбаевич 5. 2006 — Танабаев, Муса Турманович 6. 2008 — Балмагамбетов, Канат Султанович 7. 2010 — Абдыгалиев, Берик Бахытович 8. 2012 — Шингисов, Бауыржан Кабденович 9. 2013 — Шайдаров, Серик Жаманкулович 10. 2014 — Ахметов, Батырлан Дюсенбаевич 11. 2018 — Бегимов, Кайрат Баяндинович 12. 2020 — Абсаттаров, Кайрат Бектаевич 13. 2022 — Шайжанов,Кайрат Абдуллаевич |

## Население
| Численность населения 87292 | Численность населения 87292 | Численность населения 87292 | Численность населения 87292 | Численность населения 87292 | Численность населения 87292 | Численность населения 87292 | Численность населения 87292 | Численность населения 87292 | Численность населения 87292 |
| 1959                        | 1979                        | 1989                        | 1991                        | 1999                        | 2009                        | 2012                        | 2013                        | 2014                        | 2015                        |
| --------------------------- | --------------------------- | --------------------------- | --------------------------- | --------------------------- | --------------------------- | --------------------------- | --------------------------- | --------------------------- | --------------------------- |
| 32 442                      | ↗62 495                     | ↗108 821                    | ↗111 100                    | ↘90 001                     | ↘86 227                     | ↘85 189                     | ↘84 513                     | ↗84 763                     | ↗85 175                     |
| 2016                        | 2017                        | 2018                        | 2019                        |                             |                             |                             |                             |                             |                             |
| ↗86 430                     | ↗86 662                     | ↗86 723                     | ↗87 200                     |                             |                             |                             |                             |                             |                             |

Национальный состав населения
На начало 2021 года население города составляет 87 200 человек, в составе территории городского акимата - 91 942 человека.
Национальный состав (на начало 2021 года):
- казахи — 63 932 чел. (69,54 %)
- русские — 21 180 чел. (23,03 %)
- украинцы — 1828 чел. (1,98 %)
- немцы — 965 чел. (1,04 %)
- татары — 909 чел. (1,03 %)
- азербайджанцы — 531 чел. (0,58 %)
- корейцы — 445 чел. (0,49 %)
- белорусы — 390 чел. (0,47 %)
- молдаване — 237 чел. (0,28 %)
- узбеки — 228 чел. (0,24 %)
- башкиры — 168 чел. (0,19 %)
- чеченцы — 129 чел. (0,15 %)
- чуваши — 99 чел. (0,11 %)
- поляки — 52 чел. (0,07 %)
- прочие — 849 чел. (0,90 %)
- Всего — 91 942 чел. (100,00 %)

## Образование и культура
В городе располагаются такие учреждения науки и культуры, как Жезказганский университет имени О. А. Байконурова, Жезказганский индустриально-гуманитарный колледж, медицинский и музыкальный колледжи, головной проектный институт корпорации Казахмыс, дом дружбы и культуры народов, городской краеведческий музей, музей корпорации «Казахмыс», Жезказганский казахский музыкально-драматический театр имени С. Кожамкулова.
В городе выпускается несколько газет: «Жезказганский Вестник», «Подробности», «Сарыарка» (с 1973 по 1990 годы — «Жезказган туы» («Жезказганское знамя»); с мая по август 1997 года не выходила в связи с упразднением Жезказганской области).
Ведёт вещание местный телеканал «ULYTAU» (ранее «Didar» до 1 дек. 2022 года).

## Медицина
- КГП «Многопрофильная больница г. Жезказган»
- КГКП «Жезказганская региональная объединённая детская больница»
- КГКП «Жезказганский городской кожновенерологический диспансер»

## Экономические и экологические проблемы
Вблизи Жезказгана расположены месторождения меди, такие как Жезказганское месторождение и Жаманайбат, ввиду чего основой экономики города является металлургия; Жезкаган — моногород, и отсутствие крупных предприятий помимо горно-металлургического комбината сковывает его развитие. Жезказган имеет потенциал стать логистическим центром Казахстана, так как он связывает Север и Юг, Запад и Восток. Сырье и люди могут быть транспортированы эффективнее через Жезказганский транзит. Но инфраструктура и дороги не позволяют этого сделать. Прибыль Жезказгана в основном идет на развитие больших городов как Астана, Алматы, Караганда лишь малый процент используется самим Жезказганом. Моногорода очень зависимы от своего предприятия и колебаний цен в мировом рынке. Изменения в этих аспектах может привести к серьёзным экономическим проблемам в городе. Государственные служащие поняли это и пытаются создать и развить разные источники дохода. Так, например, была построена железнодорожная линия «Жезказган-Бейнеу» которая связала железнодорожное сообщение Китая с Европой и странами Персидского залива и для экспорта продуктов.
Понижение уровня воды, плохое качество питьевой воды и загрязнение воздуха вредят здоровье городских жителей и окружающую среду. По данным «КАЗГИДРОМЕТ» РМК загрязнение воздуха в Жезказгане очень высокое. А Кенгирское водохранилище имеет загрязнение 5 класса что является самым высоким показателем.  В атмосфере можно найти в огромных количествах сернистый ангидрид, оксид углерода, оксид азота в газовом и жидком состоянии. Но количество этих вредных газов с каждым годом меньше. Например, выброс этих газов уменьшилось на 33,7 % в период 2012—2016. Заводы в Жезказгане расположены на Юге, Западе и Востоке города. В районе этих заводов можно найти высокую концентрацию неорганической пыли (которая содержит серную медь, сернистый свинец), оксид азота, диоксид серы, монооксид углерода, угольную пыль, части цинка, свинца, меди и алюминия, древесную пыль, сероводорода, сероуглерода и т. д. В основном от этого страдают люди Восточной и Южной части города. Заводы расположены очень близко к городу что нарушает международный санитарные и экологические стандарты. Самый дальний завод расположен в 4900 метрах, а самый близкий в 500 метрах от города. От этого загрязняется вода, воздух, почва земли и вызывает болезни средь местных жителей. Власть Казахстана и международные организации должны обратить внимание на эти проблемы.

### Промышленность и инфраструктура

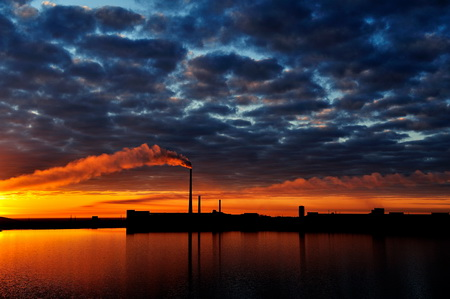
Жезказганская ТЭЦ

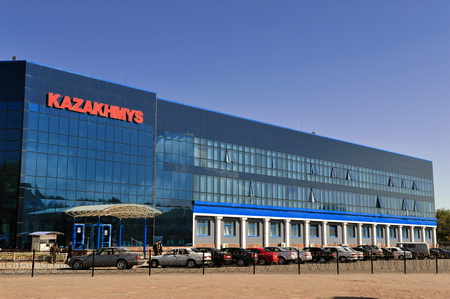
Офис компании «Казахмыс»

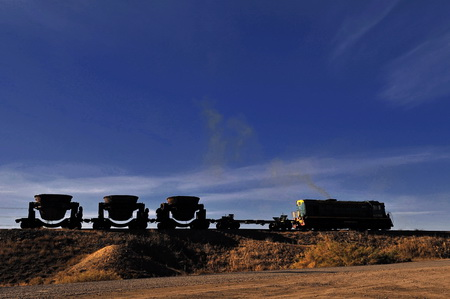
ЖД-ветка жезказганского ГМК

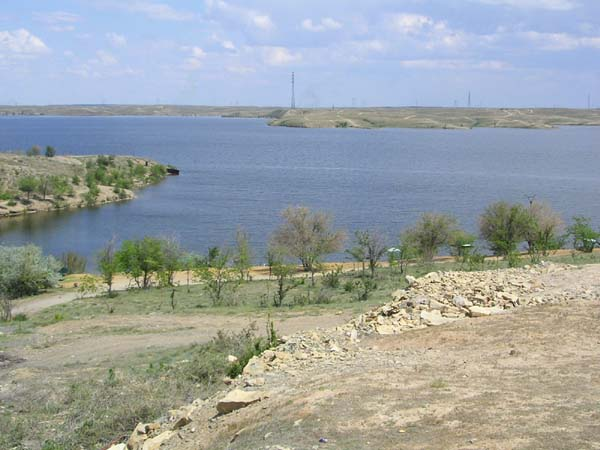
Кенгирское водохранилище. Городской пляж.

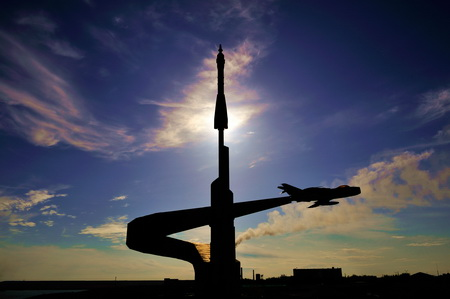
Памятник «Покорителям космоса» (1977)

Основой промышленности города Жезказган является металлургия меди. Здесь располагается один из мощнейших медеперерабатывающих комбинатов страны; «Жезказганцветмет», включающий в себя две обогатительные фабрики, медеплавильный завод, литейно-механический цех, предприятие железнодорожного снабжения. Вокруг города, в районе пос. Жезказган разрабатываются месторождения меди, богатые примесями редкоземельных, рассеянных и благородных металлов: золото, серебро,теллур, висмут, цинк, молибден, кадмий, рубидий, цезий, литий, таллий, кобальт, рений и изотоп осмия-187 (цена одного грамма от 10 до 40 тыс. $), переработкой которых занимается предприятие «Жезказганцветмет». Дальнейшая переработка меди осуществляется на заводе медной катанки. Помимо этого добываются марганцевые руды, а в 2006 году началась разработка медной руды на месторождении Жаманайбат. Корпорация «Казахмыс», которой принадлежат все предприятия тяжёлой промышленности в городе, занимает десятое место среди медедобывающих компаний мира. Компания котируется на Лондонской бирже и имеет филиал в Германии.
Из предприятий лёгкой промышленности в городе функционируют несколько пошивочных, ремонтных и прочих мастерских. Энергетический комплекс представлен Жезказганской ТЭЦ.
Медицинская инфраструктура представлена несколькими клиниками, многопрофильной больницей и одним из крупнейших в Центральном Казахстане медицинским комплексом корпорации «Казахмыс».
В 2008 году произведено промышленной продукции на сумму 189,0 млрд тенге, из них «Жезказганцветмет» — 172,3 млрд тенге.
По горнодобывающей промышленности объём 2008 года составил 4,2 млрд тенге, объём добычи каменного угля составил 7,505 млн тонн, медных руд 27,763 млн тонн, железа 4,5 тыс. тонн.
По обрабатывающей промышленности объём 2008 года составил 166,5 млрд тенге.
Объём промышленной продукции за 2009 год составил 335 млрд. 479,7 млн тенге (ПО «Жезказганцветмет» и ПО «Балхашцветмет»), к соответствующему периоду прошлого года — 88,7 % (2008 год — 378 млрд. 101,9 млн тенге). Из них 320 млрд. 464 млн тенге ТОО «Корпорация Казахмыс» или же 87,3 % к прошлому году, по прочим предприятиям 15 млрд. 15 млн тенге.

### Транспорт
Имеется железнодорожный вокзал, автовокзал и аэропорт, принимающий внутренние пассажирские и грузовые рейсы. В июне 2008 года постановлением правительства Республики Казахстан аэропорту Жезказган присвоен статус международного (однако с 2009 года фактически международные полёты не выполняются по причине отсутствия в аэропорту таможенного и пограничного постов).
Стоимость проезда на общественном транспорте по состоянию на июль 2024 г.— 80 тенге

## Средства массовой информации

### Цифровое и эфирное телевидение
- Пакет телеканалов DVB-T2 Первый мультиплекс Казахстана включает: 01 «Qazaqstan», 02 «Хабар», 03 «Хабар 24», 04 «Balapan», 05 «Kazakh TV», 06 «QazSport», 07 «Первый канал «Евразия»», 08 «Астана-ТВ», 09 «КТК», 10 «Мир» (Казахстан).
- Пакет телеканалов DVB-T2 Второй мультиплекс Казахстана включает: 11 «НТК», 12 «7 канал», 13 «31 канал», 14 «СТВ», 15 «Алматы-ТВ», 16 «ТАН», 17 «MuzLife», 18 «Gakku TV», 19 «Асыл Арна», 20 «MuzzOne», 21 «ТДК-42».
- Пакет телеканалов DVB-T2 Третий мультиплекс Казахстана включает: 22 «Жетісу», 23 «Новое телевидение», 24 «Твоё ТВ».

На территории города транслируются телеканалы: «Казахстан», «Хабар», Первый канал Евразия. Также транслируется региональный телеканал «ULYTAU» (переименован с декабря 2022 года) и «AKShAM TV».
C 30 ноября 2021 года аналоговое телевидение в Карагандинской области отключено.

### Радиостанция
В городе вещают 9 радиостанции, некоторые из них алматинские, а некоторые региональные, включая ретрансляцию карагандинской радиостанции «Жаңа FM (Новое Радио)» и «Ваше Радио»
| Название               | Частота, МГц | Язык вещания | Язык музыки |
| ---------------------- | ------------ | ------------ | ----------- |
| Ретро FM Казахстан     | 100,3        | RU, KZ       | RU, EN      |
| Energy FM              | 101,1        | RU, KZ       | RU, KZ, EN  |
| Ваше Радио (Казахстан) | 101,6        | RU, KZ       | RU, KZ, EN  |
| Европа Плюс Казахстан  | 102,0        | RU, KZ       | RU, KZ, EN  |
| Народное радио         | 102,4        | RU, KZ       | RU, KZ      |
| Казахское радио        | 103,1        | KZ           | KZ          |
| Радио NS               | 103,7        | RU, KZ       | RU, KZ, EN  |
| Жулдыз FM              | 104,2        | RU, KZ       | RU, KZ, EN  |
| Русское Радио Азия     | 105,2        | RU, KZ       | RU, KZ      |
| Авторадио Казахстан    | 106,2        | RU, KZ       | RU, KZ, EN  |
| Новое Радио (Жаңа FM)  | 106,6        | RU, KZ       | RU, KZ, EN  |

### Связь
В городе издаётся несколько газет. Работают узел телеграфной связи, станция междугородной телефонной связи.
Сотовые операторы:
- Kcell/activ
- Beeline KZ (быв. K-Mobile)
- Tele2 KZ/Altel

### Интернет
- Казахтелеком
- Beeline KZ (быв. K-Mobile)

## Религии
Большинство жителей города исповедует ислам суннитского толка и православное христианство.
Ислам
- Мечеть в районе посёлка Рыбачий

Русская православная церковь
- Храм им. Св. апостола Андрея Первозванного на площади Первостроителей[37]
- Церковь Иверской иконы Божьей Матери в пос. Комбинатский

Другие конфессии
- Молитвенный дом Протестантов
- Молитвенный дом Римско-католической церкви
- Зал царства Свидетелей Иеговы

## Достопримечательности
Главные достопримечательности Жезказгана расположены за пределами городской черты. В окрестностях «медной столицы», так поэтически называют Жезказган, стоят несколько мавзолеев монгольских и казахских ханов средневековья и нового времени, в том числе мавзолей Джучи-хана и Жузден. В самом городе туриста могут привлечь живописные здания 1940-х — 1950-х годов, такие как; театр имени С. Кожамкулова или старое здание корпорации «Казахмыс» или бывший горком Партии на улице Космонавтов.
Особо интересен бульвар Космонавтов (с 1994 по 2010 годы носил название «бульвар имени Сакена Сейфуллина»). Неподалёку от города находится Космодром Байконур (около 400 км на юго-запад) в Кызылординской области. Так как многие спускаемые аппараты приземлялись в районе Жезказгана, в 1970-х-1980-х годах многих вернувшихся на Землю космонавтов доставляли в аэропорт и торжественно провозили по основным улицам города. После короткого обследования, в закрытом профилактории (который был расположен на берегу водохранилища в 6-м микрорайоне города), космонавтов доставляли обратно в аэропорт, и далее — в Москву. По традиции, прибывшие из космоса сажали на бульваре Космонавтов сосны, отчего тот и получил своё название. О «космической» традиции Жезказгана напоминают также стела «Космос» и пано с изображением Юрия Гагарина на торце дома по улице Некрасова, а также монумент «Авиации и космонавтики». Среди прочих памятников достойны упоминания бюст К. И. Сатпаева на площади Металлургов, монумент первостроителей на одноимённой площади, монумент погибшим в Великой Отечественной войне, в парке «30 лет Победы», памятник Металлургам, памятник Погибшим от сталинских репрессий и памятники Абылай хану и С. Сейфуллину на одноимённой улице.
В городе имеется несколько парков, среди которых; раскинувшийся на берегу Кенгирского водохранилища парк «30 лет Победы», где расположен комплекс аттракционов с колесом обозрения, парк «Наурыз» (бывший «Южный») и парк «Жастар» (бывший парк ВЛКСМ). Но в связи с обрезкой деревьев, парки и скверы города пришли в полную негодность. Многие деревья засохли или были вырублены.
Атмосферу восточного базара гости города смогут ощутить на городских рынках — «Нарык», «Шаруа», «Мерей» и «Турсынай».
В городе также имеется Дворец спорта, стадион и плавательный бассейн «Дельфин».
Многих людей привлекает неповторимая природа гор Улытау, чьи склоны возвышаются к северо-востоку от Жезказгана. Ландшафт Улытау крайне разнообразен: тут есть и покрытые цветами (монокультура — тюльпан) луга, и берёзовые рощи, горные речки и озёрца, а рядом с этим — кажущиеся «марсианскими» пустынные ландшафты, населённые ядовитыми змеями и скорпионами. Благодаря тому что именно здесь в XV веке Жанибек и Керей основали Казахское Ханство, Улытау по праву считается «священной землёй» и «колыбелью казахского народа». В этой местности часто можно наткнуться на древние могильники, мазары или «каменные бабы» — балбалы (памятники почившим предкам).